# Коопзвірпромхоза
Коопзвірпромхо́за (рос. Коопзверпромхоза) — селище у складі Леб'яжівського округу Курганської області, Росія.
Населення — 15 осіб (2010, 43 у 2002).